# Kyperská fotbalová reprezentace
Fotbalová reprezentace Kypru reprezentuje Kypr na mezinárodních fotbalových akcích, jako je mistrovství světa nebo mistrovství Evropy, avšak na žádný závěrečný turnaj se nikdy neprobojovala.

## Mistrovství světa
| Rok    | Účast                                           | Soupisky |
| ------ | ----------------------------------------------- | -------- |
| 1930   | Ne                                              | –        |
| 1934   | Ne                                              | –        |
| 1938   | Ne                                              | –        |
| 1950   | Ne                                              | –        |
| 1954   | Ne                                              | –        |
| 1958   | Vzdali se účasti                                | –        |
| 1962   | Nepostoupili z kvalifikace                      | –        |
| 1966   | Nepostoupili z kvalifikace                      | –        |
| 1970   | Nepostoupili z kvalifikace                      | –        |
| 1974   | Nepostoupili z kvalifikace                      | –        |
| 1978   | Nepostoupili z kvalifikace                      | –        |
| 1982   | Nepostoupili z kvalifikace                      | –        |
| 1986   | Nepostoupili z kvalifikace                      | –        |
| 1990   | Nepostoupili z kvalifikace                      | –        |
| 1994   | Nepostoupili z kvalifikace                      | –        |
| 1998   | Nepostoupili z kvalifikace                      | –        |
| 2002   | Nepostoupili z kvalifikace                      | –        |
| 2006   | Nepostoupili z kvalifikace                      | –        |
| 2010   | Nepostoupili z kvalifikace                      | –        |
| 2014   | Nepostoupili z kvalifikace                      | –        |
| 2018   | Nepostoupili z kvalifikace                      | –        |
| 2022   | Nepostoupili z kvalifikace                      | –        |
| Celkem | Účast – 0× Zlato – 0×, Stříbro – 0×, Bronz – 0× |          |

## Mistrovství Evropy
| Rok     | Účast                                           | Soupisky |
| ------- | ----------------------------------------------- | -------- |
| 1960    | Ne                                              | –        |
| 1964    | Ne                                              | –        |
| 1968    | Nepostoupili z kvalifikace                      | –        |
| 1972    | Nepostoupili z kvalifikace                      | –        |
| 1976    | Nepostoupili z kvalifikace                      | –        |
| 1980    | Nepostoupili z kvalifikace                      | –        |
| 1984    | Nepostoupili z kvalifikace                      | –        |
| 1988    | Nepostoupili z kvalifikace                      | –        |
| 1992    | Nepostoupili z kvalifikace                      | –        |
| 1996    | Nepostoupili z kvalifikace                      | –        |
| 2000    | Nepostoupili z kvalifikace                      | –        |
| 2004    | Nepostoupili z kvalifikace                      | –        |
| 2008    | Nepostoupili z kvalifikace                      | –        |
| 2012    | Nepostoupili z kvalifikace                      | –        |
| 2016    | Nepostoupili z kvalifikace                      | –        |
| ME 2020 | Nepostoupili z kvalifikace                      | –        |
| 2024    | Nepostoupili z kvalifikace                      | –        |
| Celkem  | Účast – 0× Zlato – 0×, Stříbro – 0×, Bronz – 0× |          |